# 목성 유로파 궤도선
취소된 유로파 목성계 임무 - 라플라스 계획에서, 목성 유로파 궤도선(영어: Jupiter Europa Orbiter, JEO)은 2020년 발사하여 목성의 위성인 이오와 유로파, 목성의 자기권을 탐사한다는 계획의 우주 탐사선이었다. 주요 탐사 목표는 유로파에 지하 바다가 존재한다는 증거를 찾는 것이었다.

## 같이 보기
- 유로파 궤도선
- 유로파 클리퍼